# Bokchito (Oklahoma)
Bokchito es un pueblo ubicado en el condado de Bryan en el estado estadounidense de Oklahoma. En el año 2010 tenía una población de 632 habitantes y una densidad poblacional de 632 personas por km².

## Geografía
Bokchito se encuentra ubicado en las coordenadas 34°1′6″N 96°8′30″O / 34.01833, -96.14167 (34.018357, -96.141633).

## Demografía
Según la Oficina del Censo en 2000 los ingresos medios por hogar en la localidad eran de $21,923 y los ingresos medios por familia eran $26,528. Los hombres tenían unos ingresos medios de $24,911 frente a los $20,000 para las mujeres. La renta per cápita para la localidad era de $12,579. Alrededor del 24.6% de la población estaban por debajo del umbral de pobreza.